# Sinbad (anime)
Arabian Nights: Sindbad no Bōken (アラビアンナイト シンドバットの冒険, Arabian Naito: Shinbatto no Bōken) é uma série de animé dirigida por Fumio Kurokawa e Kunihiko Okazaki, e produzida pelo estúdio Nippon Animation. Foi transmitida no Japão entre 1 de outubro de 1975 e 29 de setembro de 1976. A história foi baseada na literatura infantil homónima. Em Portugal, a série intitulada Sinbad: O Marinheiro, foi originalmente emitida pela RTP em 1990.

## Enredo
Sinbad é um miúdo e filho dum famoso comerciante de Bagdade. Sinbad gosta especialmente de ouvir as histórias sobre as aventuras de seu tio Ali, que trouxe para Sinbad, um pássaro fêmea falante chamada Yasmina, que o acompanha em suas viagens. Sinbad decide juntar-se ao seu tio, na grande aventura. Depois do ataque duma baleia gigante no barco, ele acaba parando numa ilha deserta. Sinbad é separado de seu tio, e começa a aventurar-se sozinho com Yasmina. Quando ele regressa a casa, encontra uma surpresa, seus pais estão viajando, pois foram procurá-lo, mas acabam ficando perdidos no mar. Sem vínculos formais deixados em casa, em Bagdade, Sinbad vai novamente em busca de aventura.
Ao longo da série, Sinbad viaja para diferentes destinos em conjunto com Yasmina e seus amigos, Ali Babá e Aladim. Eles encontram uma série de criaturas estranhas, incluindo um pássaro gigante, cobras gigantes, sereias, génios, Lilliput, e magos hostis. Ele também conhece outros personagens e encena as histórias que foram apresentadas em As Mil e Uma Noites, incluindo os Quarenta Ladrões, as histórias de O Génio e o Comerciante, e o Cavalo Voador. No final, depois que Sinbad vence os magos do mal, todos que Sinbad ama reúnem-se com ele, incluindo seus pais perdidos e seu tio, que haviam sido capturados por um feiticeiro malévolo supremo.

## Personagens
- Sinbad - O protagonista e herói da série. Sinbad é um miúdo de Bagdade que decide ser um grande aventureiro e comerciante como seu tio.
- Yasmina - Um pássaro fêmea falante que foi dado a Sinbad pelo seu tio marítimo. Ela conta a Sinbad que era uma princesa, mas foi amaldiçoada na forma de um pássaro por um feiticeiro maléfico. No final da série, sua forma humana é restaurada e ela reencontra-se com seus pais.
- Ali Babá - Um bom amigo de Sinbad e Aladim. Ali Babá é um ex-atacante do deserto, e um audaz aventureiro que foi abandonado por seu bando, depois de redimir-se pelos seus pecados, juntando-se a Sinbad em suas aventuras. Ele é muito bom com o uso de punhal e cordas. Sinbad encontrou-o pela primeira vez no episódio dezanove.
- Aladim - Um idoso sábio. O inventor da lâmpada original do Génio, depois de ter perdido toda a sua riqueza, foi forçado a ganhar a vida como barqueiro no Egito.  Depois de Sinbad ajudá-lo no episódio vinte e três, contra um génio no rio que estava a perguntar um enigma, quando todos atravessavam o rio Nilo, Aladim se junta a Sinbad em suas aventuras.
- Hassan - Um miúdo pobre que vive na rua, e é o melhor amigo de Sinbad em Bagdade, apesar da sua baixa condição social. Ele trabalha como vendedor de água nas ruas e têm três irmãos pré-adolescentes.

## Títulos internacionais
- Sindbad (Título alemão)
- The Arabian Nights: Adventures of Sinbad (Título anglófono)
- مغامرات سندباد (Título árabe)
- 天方夜譚 (Título chinês)
- Los viajes de Simbad (Título espanhol)
- Sinbad le marin (Título francófono)
- Σεβάχ ο θαλασσινός (Título grego)
- Sindbad Jahazi (Título indiano)
- Shirab, il ragazzo di Bagdad (Título italiano)[2]
- アラビアンナイト シンドバットの冒険 (Título japonês)
- Sinbad de Zeeman (Título neerlandês)
- ماجراهای سندباد (Título persa)
- Przygody Sindbada (Título polaco)
- Sinbad: O Marinheiro (Título português)
- 아라비안 나이트 신밧드의 모험 (Título sul-coreano)